# مهران همدانی
مهران یا بهزاد همدانی که در منابع عربی از او به گونه مهران بن مهربُنداذ یاد شده، از افسران ارتش ساسانیان و از خاندان مهران بود. نام پدر او را به صورت مهربَنداد هم نوشته‌اند که در شعری به او اشاره شده است.
در سال ۶۳۳، مهران به عنوان فرمانده ارتش ساسانی به مقابله با حملات اعراب به ایران فرستاده شد. اشخاص معروف دیگری هم در در کنار مهران حضور داشتند، افرادی نظیر پیروز خسرو، آزادبه بانگان، بهمن جاذویه و شخصی به نام شهربراز که ظاهراً با شهربراز، سپهبد نامی خسرو پرویز خویشاوند است. این لشکر با اعراب در نبرد بوویب جنگید. هرچند که برادر فرمانده عرب مثنی بن حارث شیبانی به نام Mas'ud ibn Haritha کشته شد ولی نتیجه جنگ برای ساسانیان شکست بود. شهربراز و مهران نیز در این جنگ کشته شدند.